# Ytintegral

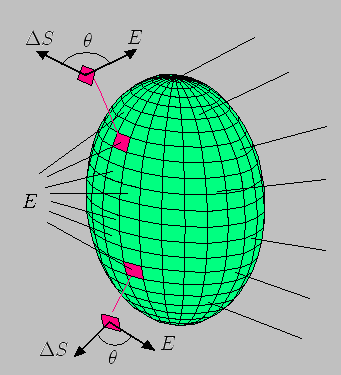

Ytintegral är en typ av dubbelintegral, som integrerar en funktion över en geometrisk yta. 
För att beräkna en integral av ett skalärfält över en yta S behöver man en parametrisering av ytan S. Säg att x(s, t) är en parametrisering av S och låt T vara den mängd i R2 sådan att bilden av T under x är just S. Då får man att ytintegralen av f över S är:
{\displaystyle \int fdS=\iint _{T}f(\mathbf {x} (s,t))\left|{\frac {\partial x}{\partial s}}\times {\frac {\partial x}{\partial t}}\right|dsdt}
För vektorfält definierar man ytintegralen:
{\displaystyle \int _{S}{\mathbf {E} }\cdot \,d{\mathbf {S} }=\int _{S}(\mathbf {E} \cdot \mathbf {n} )dS}
där integralen tas över ytan S av skalärprodukten mellan E och normalen n till ytan, integralen reduceras på så vis till en integral av ett skalärfält. En integral av ett vektorfält tolkas ofta som flödet av vektorfältet ut ur ytan, varför sådana integraler ofta kallas flödesintegraler.

## Tillämpningar av ytintegralen
- Gauss lag inom elektromagnetism.
- Gauss sats